# الخزف السعودي
شركة الخزف السعودية هي شركة مساهمة سعودية تأسست بموجب المرسوم الملكي بتاريخ 1397 هـ الموافق 1977م. مسجلة في مدينة الرياض بالمملكة العربية السعودية. تتمثل النشاطات الرئيسية للشركة في إنتاج وبيع المنتجات الخزفية وسخانات المياه ومكوناتهما واستيراد ما يتطلبه ذلك من معدات وآلات ومواد مكملة. يبلغ رأسمال الشركة المصرح به والمدفوع بالكامل مبلغ 1 مليار ريال سعودي. ويتكون من 80 مـليون سهـم قيمة كل سهم 10 ريالات سعودية  وأصبحت مدرجة في السوق المالية السعودية (تداول) منذ يناير 1993.
الخزف السعودي هو المزود الوطني الرائد لحلول التصنيع ذات المستوى العالمي, و لها عدة منتجات: بلاط السيراميك وبلاط البورسلان ومكملات البلاط والأدوات الصحية ومكملاتها وسخانات المياه الكهربائية وتجهيزات و اكسسوارات دورات المياة ومنها (الأحواض والمغاطس والمرايا وخلاطات المغاسل) والطوب الأحمر والمنتجات البلاستيكية والعلامات الخاصة بالطرق.

## مصانع الشركة
تمتلك شركة الخزف السعودية منشآت صناعية متطورة ومجهزة. وتقع مصانع الشركة في المدينة الصناعية الثانية جنوب مدينة الرياض وتحتل مساحة مليون متر مربع ويعمل بمصانع الشركة أكثر من 5.000 عامل وموظف وتمتلك الشركة 15 عشر مصنعا على النحو التالي:
- اربعه مصانع بلاط.
- مصنعان للأدوات الصحية.
- مصنعان للسخانات.
- مصنع منتجات البلاستيك.
- مصنعان للفريت.
- مصنع لسحق و طحن المعادن المتعددة.
- مصنع الطوب الاحمر.
- مصنع للمنتجات لدورات المياه الجاهزة.
- مصنع لأنابيب الفخارية

وتبنت الشركة خطة التوسع في طاقتها الإنتاجية لبلاط السيراميك ليصل إلى 65 مليون متر مربع والأدوات الصحية لتصل إلى 3.5 مليون قطعة وذلك خلال عام 2019م. بالإضافة إلى التزود بمصانع للطحن مدعمه بأحدث التقنيات ولديها طاقة انتاجيه تصل إلى 33000 طن في السنه وذلك لمواكبه الطلب في السوق المحلى والدولي على منتجات الشركة.

## منتجات الشركة
- بلاط السيراميك: ينتج بلاط السيراميك حسب المواصفات والمعايير العالمية، وبتصاميم ومقاسات متعددة وتشمل بلاط الجدران والأرضيات، ويتسم بلاط السيراميك بتنوع ملمس سطحه وغير ذلك من اللمسات الجميلة. كما أن هنالك قسماً مختصاً بإنتاج بلاط الديكور وأحزمة البلاط ومكملات البلاط بمقاسات وتصاميم مختلفة.
- بلاط البورسلان: تعتبر شركة الخزف السعودية أول شركة تنتج بلاط البورسلان في المملكة، ويمتاز بلاط البورسلان بأنه شديد الصلابة ومصنع من مواد عالية الجودة، ويتنوع بلاط البورسلان ليشمل العادي والمصقول ويتميز بجماله وتحمله للأحمال الثقيلة، وبتعدد مقاساته وتصاميمه.
- سخانات المياه الكهربائية: تتميز سخانات شركة الخزف السعودية بأنها مصممة وفقاً لأقصى درجات السلامة والأمان، كما تتميزبطول عمرها الافتراضي وذلك لمقاومتها الصدأ، إذ يتم طلاء الاسطوانة الداخلية بمادة المينا (البورسلان). وتنتج الشركة مقاسات وأشكال متعددة إضافة إلى إنتاج السخانات المركزية.
- الأدوات الصحية: تنتج الشركة تشكيلة واسعة من قطع الأدوات الصحية بألوان وتصاميم متعددة، كما تنتج الشركة تشكيلة مميزة من مكملات الأدوات الصحية تشمل الصبانات والوراقات وحوامل الفوط.
- المنتجات المُكمِّلة: توفر الشركة مجموعة واسعة من المنتجات التجارية، وتشمل هذهالمنتجات المرايا، الخلاطات، وأغطية الكراسي وعدد الطرد والمغاطس بالإضافة إلى غراء وترويبة البلاط ومواد أخرى لتثبيت البلاط وغيرها.
- علامات الطرق الخزفية: تعد علامات الطرق الخزفية البديل الأفضل للعلامات المعدنية، حيث تتميز بسهولة تركيبها ووضوحها الدائم ليلاً ونهاراً، بالإضافة إلى عمرها الطويل نظراً لمقاومتها للعوامل الجوية، كما ان نعومة حوافها تجعلها أكثر أماناً للسيارات. وتنتج الشركة هذه العلامات بلونين الأبيض والأصفر يلائم كل منهما أغراضاً مرورية محددة.
- الطوب الأحمر: نظرا للنهضة العمرانية التي تشهدها المملكة العربية السعودية وتلبية لإحتياجات السوق فقد قامت شركة الخزف السعودي بإنشاء مصنع الطوب الأحمر مستخدمة أحدث التقنيات والمواصفات الألمانية والمواد الخام العالية الجودة لتفي منتجاتها بأعلى المعايير الدولية.[6]

## جودة المنتجات
تولي الشركة الجودة اهتماماً كبيراً، وتعمل الشركة دائماً على تطبيق المعايير الدقيقة في كل منتجاتها بدأ ً باختيار المواد الخام حتى مرحلة تغليف المنتج ونقله وتخزينه. وتخضع جميع المواد الداخلة في التصنيع إلى اختبار الجودة على يد فنيين متخصصين، مع توفير الأجهزة والمعدات الحديثة لاختبار وقياس الجودة. وتخضع خطوط الإنتاج والآلات والمعدات إلى فحص دوري للتأكد من كفاءة عملها. كما تخضع كافة المنتجات إلى الفحص للتأكد من مطابقتها لأعلى المواصفات القياسية، مما مكن الشركة من الحصول على عدد كبير من شهادات مطابقة الجودة محلياً ودولياً.

## فروع معارض الخزف السعودي
لدى الخزف السعودي حتى منتصف 2025 أكثر من 63 فرع متواجدة أنحاء مناطق و محافظات المملكة العربية السعودية.
- الشهادات المحلية:
- جائزة الملك للمصنع المثالي (مرتين)
- شهادة الهيئة السعودية للمواصفات والمقاييس والجودة.
- الشهادات الدولية:
- شهادة الجودة العالمية آيزو 9001 - 2008.

علامات الجودة لسخان الخزف السعودي:
- علامة الجودة الأوروبية "CE".
- علامة السلامة الألمانية "GS".
- علامة الجودة الروسية.
- علامة الجودة الأكرانية.
- شهادة مطابقة المواصفات الإماراتية.

## التصدير
تٌصدر و تُباع منتجات الخزف السعودي في أكثر من 40 دولة حول العالم:
- أمريكا الجنوبية: كوبا وجوادلوب وغيانا وهايتي ومارتينيك وباراغواي.
- أروربا: بلغاريا وإسبانيا وفرنسا والمملكة المتحدة وإيطاليا وليتوانيا ولاتفيا ومولدوفا ومالطا والبرتغال ورومانيا والاتحاد الروسي وأوكرانيا.
- أفريقيا: بوركينا وغينيا وليبيا وبنين والمغرب وبوتسوانا ومدغشقر والكونغو ومالي وموريشيوس وكوت ديفوار والنيجر والكاميرون وريونيون والجزائر والسودان وإثيوبيا والسنغال والجابون وتوغو وغانا وتونس وغامبيا ومايوت وإثيوبيا.
- آسيا :أفغانستان وأذربيجان وبنجلاديش وقيرغيزستان وكوريا الجنوبية.
- الشرق الأوسط: الأردن وسوريا ولبنان والعراق واليمن ومصر والسودان.
- دول الخليج: البحرين والكويت وسلطنة عٌمان وقطر والامارات.

## الشركات الزميلة ونشاطها الرئيسي
- شركة الخزف للأنابيب: تأسست شركة الخزف للأنابيب الفخارية عام 2007 كشركة سعودية ذات مسؤولية محدودة. يقع مصنع الشركة على مساحة تقدر بـــ 100.000 متر مربع في مدينة الرياض، الصناعية الثالثة، طريق الخرج. تتم صناعة الأنابيب الفخارية أوتوماتيكا باستخدام أحدث التقنيات وذلك من أجل الإيفاء بالطلب العالمي والمحلي من الأنابيب الفخارية وملحقاتها.
- شركة الخزف للاستثمار: تأسست شركة الخزف للاستثمار كشركة سعودية ذات مسؤولية محدودة بالمشاركة مع شركة الخزف للأنابيب (شركة زميلة) برأس مال قدرة خمسمائة الف ريال مدفوع بالكامل. تبلغ حصة شركة الخزف السعودي منها 95% مسددة بالكامل. ويتمثل نشاطها في خدمات الاستيراد والتصدير والتسويق والتجزئة.
- شركة توزيع الغاز الطبيعي: تأسست شركة توزيع الغاز الطبيعي كشركة مساهمة سعودية مقفلة. يتمثل نشاطها الرئيسي في شراء الغاز وتوزيعه على المصانع في المدينة الصناعية الثانية في مدينة الرياض.[7]